# Черкасов, Ростислав Семёнович
Ростислав Семёнович Черкасов (1912, Смоленск — 2002, Москва) — советский и российский педагог, профессор. Главный редактор журнала «Математика в школе» (1958—1991).

## Биография
Родился в 1912 году в городе Смоленске в многодетной семье. Школу окончил в Смоленске, в получении высшего образования ему было отказано из-за социального происхождения (его отец был расстрелян в 1938 году).
В 1930 году переехал к родственникам в Москву, устроился работать на завод ЗиС, где окончил курсы для наладчиков станков. В 1932 году как рабочий получил право на высшее образование, поступил на физико-математический факультет МОПИ (сейчас — Московский государственный областной университет). Окончил вуз заочно в 1936 году.
С 1936 по 1941 годы работал учителем в одной школ Подмосковья.
В сентябре 1941 года ушел на Великую Отечественную войну рядовым, служил в саперном батальоне. В 1942 из-за полученных обморожений комиссован из армии. Долго лечился, вновь приступил к работе учителем в 1944 году.
В 1946 году поступил в аспирантуру МОПИ, работал преподавателем в вузе, в 1948 году поступил на работу в Министерство просвещения РСФСР, где проработал до 1957 года.
В 1949 году защитил кандидатскую диссертацию по методике преподавания математики.
С 1957 года работал в Московском городском педагогическом институте им. В. П. Потемкина на кафедре методики преподавания математики. После слияния института с Московским государственным педагогическим институтом, был деканом математического факультета.
В 1970 году получил звание профессора. Продолжал преподавательскую деятельность до конца жизни.
Похоронен в колумбарий Донского кладбище в Москве (колумбарий 22, секция 20).

## Научные интересы
Работал в области совершенствования среднего и высшего математического образования. Являлся наставником большого количества преподавателей и методистов-математиков. Является автором более 100 научных работ, учебных пособий и методологических изданий. На протяжении более 30 лет являлся главным редактором настольного издания всех математиков СССР — журнала «Математика в школе».

## Избранные труды
- Сборник задач по стереометрии. М., 1956; Геометрия: Учебное пособие для 8-го класса средней школы. М., 1977 (в соавт.)
- Дидактические материалы по геометрии для 6 класса. М., 1980 (в соавт.)
- Методика преподавания математики в средней школе. М., 1985 (в соавт.)
- Алгебра и элементарные функции. М., 1986 (в соавт.)
- О преподавании математики в предстоящем тысячелетии // Математика в школе. 1996. № 1 (в соавт.)
- История отечественного школьного математического образования // Математика в школе. 1997. № 4, 5, 6
- Очерк истории математического образования в России // Вестник Московского университета: Серия 20. Педагогическое образование. 2002. № 1.